# Крістоф Гене
Крістоф Гене (нім. Christoph Höhne; нар. 12 лютого 1941) — німецький легкоатлет, який спеціалізувався в спортивній ходьбі.

## Із життєпису
На міжнародних змаганнях представляв НДР.
Учасник трьох Олімпійських ігор (1964-1972) у спортивній ходьбі на 50 км. Олімпійський чемпіон (1968). Здобув перемогу з більш, ніж 10-хвилинною перевагою. В інших олімпійських заходах був 6-м (1964) та 14-м (1972).
Учасник чотирьох Кубків світу зі спортивної ходьби (1965—1973), на всіх з яких здобував перемогу у командному заліку (трофей «Лугано») у складі команди НДР. Триразовий переможець (1965—1970) та бронзовий призер (1973) Кубка в індивідуальному заліку в ходьбі на 50 км.
Чемпіон Європи (1969, 1974) та срібний призер чемпіоната Європи (1971) у ходьбі на 50 км.
Багаторазовий чемпіон НДР у різних дисциплінах спортивної ходьби.
Ексрекордсмен світу зі спортивної ходьби на 30 миль, а також 30000 та 50000 метрів доріжкою стадіону (загалом п'ять ратифікованих рекордів).
Тренувався у Макса Вебера, бронзового призера чемпіонату Європи-1958 у спортивній ходьбі на 50 км.
По завершенні спортивної кар'єри вивчав художню фотографію та став відомим спортивним фотографом у НДР. Після возз'єднання Німеччини працював фотографом-фрилансером в основному для щоденних газет «Die junge Welt» та «Sportecho».
Шурин Ганса-Георга Райманна (нар. 1941), дворазового олімпійського призера («срібло» 1976 та «бронза» 1972 років) у ходьбі на 20 км.

## Основні міжнародні виступи
| Рік  | Змагання             | Місто     | Місце | Дисципліна   | Примітки         |
| ---- | -------------------- | --------- | ----- | ------------ | ---------------- |
| 1962 | Чемпіонат Європи     | Белград   |       | ходьба 50 км |                  |
| 1964 | Олімпійські ігри     | Токіо     |       | ходьба 50 км |                  |
| 1965 | Кубок світу з ходьби | Пескара   | 1     | ходьба 50 км |                  |
| 1967 | Кубок світу з ходьби | Бад-Заров | 1     | ходьба 50 км |                  |
| 1968 | Олімпійські ігри     | Мехіко    | 1     | ходьба 50 км | Відео на YouTube |
| 1969 | Чемпіонат Європи     | Афіни     | 1     | ходьба 50 км |                  |
| 1970 | Кубок світу з ходьби | Ешборн    | 1     | ходьба 50 км |                  |
| 1971 | Чемпіонат Європи     | Гельсінкі | 2     | ходьба 50 км |                  |
| 1972 | Олімпійські ігри     | Мюнхен    |       | ходьба 50 км |                  |
| 1973 | Кубок світу з ходьби | Лугано    | 3     | ходьба 50 км |                  |
| 1974 | Чемпіонат Європи     | Рим       | 1     | ходьба 50 км |                  |

## Визнання
- Кавалер Ордена «За заслуги перед Вітчизною» II ступеня (1968)
- Кавалер Ордена «За заслуги перед Вітчизною» II ступеня (1974)
- Золота медаль Міжнародної виставки спортивної фотографії (1978)